# Afis
Afis (arab. افس) – miejscowość w Syrii, w muhafazie Idlib. W 2004 roku liczyła 6338 mieszkańców.